# Леонардув (Лодзинське воєводство)
Леонардув (пол. Leonardów) — село в Польщі, у гміні Згеж Згерського повіту Лодзинського воєводства.